# Mahakaleshwar
Mahakaleshwar es uno de los doce jyotirlinga, lugares sagrados principales dedicados a Shiva. Está situado en la antigua ciudad de Ujjain, en el estado de Madhya Pradesh, en la India. El templo se encuentra junto al lago Rudra Sagar. Shiva aparece en la forma de un lingam que se cree que es un Swayambhu, una forma de brahman, del cual emerge el poder primordial.

## El templo
El ídolo de Mahakaleswar es conocido como dakshinamurti, que significa que está encarado al sur. Es una característica única, que lo diferencia de los otros jyotirlingas. Al oeste se encuentra Ganesha; al norte, Parvati; al este, Karttikeya, y al sur, Nandi, el vehículo de Shiva. El templo tiene cinco niveles, uno de los cuales es subterráneo. Está situado en un espacioso patio rodeado de un grueso muro cerca del lago. El sikhara está adornado con finas esculturas.

## Historia
El complejo del templo fue destruido por el sultán Shams-ud-din Iltutmish durante su raid de Ujjain en 1234-1235.
La edificación actual fue construida por el general maratha Ranoji Scindia en 1734. Otros miembros de su dinastía llevaron a cabo desarrollos y administración, entre ellos Mahadji Scindia (1730–1794) y la esposa de Daulat Rao Scindia, Baiza Bai (1827-1863). Durante el reinado de Jayajirao Scindia (hasta 1886), los principales programas del entonces estado de Gwalior solían celebrarse en este templo.[cita requerida]
El régimen maratha se estableció en Ujjain en la cuarta década del siglo XVIII. Peshwa Bajirao-I asignó la administración de Ujjain a su fiel comandante Ranoji Shinde. El diwan de Ranoji fue Sukhatanakar Ramchandra Baba Shenavi, que era muy rico y decidió invertir su riqueza con fines religiosos. En tal sentido, reconstruyó el famoso templo de Mahakala en Ujjain durante las décadas de 1740 y 1750 de siglo XVIII.
Después de la independencia, el Dev Sthan Trust fue reemplazado por la corporación municipal de Ujjain. Hoy en día se encuentra bajo la oficina de coleccionista del distrito de Ujjain.